# QuickTime VR
QuickTime VR（虚拟现实）（也被称为QTVR）是苹果公司的QuickTime支持的一种文件格式。可以用它观看、制作可拖拽的全景照片，并通过在不同角度拍摄的图像来观察物体。它作为QuickTime播放器的插件工作，也可以以web浏览器的QuickTime插件方式工作。
QuickTime VR可以在Windows系统中也可以在苹果系统中工作。

## 全景
虚拟全景图是环绕着观众的全景图（在内，向外），使人产生置身其中的感觉。通过“拼接”几张正常照片或者是两张采用了180度鱼眼镜头拍摄的照片来制作，或使用具有专门功能的全景相机，甚至使用三维建模的场景渲染的两张图片。
- 单列全景，用一个水平行的照片。
- 多行全景，与在不同倾斜角度拍摄的多行照片。

虚拟现实全景进一步分为包含顶部和底部，称为立方体或者球形全景，那些不包括顶部和底部的通常称为柱形全景。
单个全景，也称为节点，是从空间的独立的一个点拍摄到的。通过连接多节点或多对象的影片，使观众可以从一个地点转移另一个地点。这种多节点的QuickTime VR影片被称为场景。
苹果公司的  QuickTime VR文件格式的对全景图节点有两种表达方式：
- 圆柱形（由围绕观众而成一个360度的图像）
- 立方（由环绕观众的六张图片两两90 °× 90°正交构成的立方体 ）

他们中的每一个通常被细分或者平铺成几个较小的图像，并被储存到一个特殊格式的QuickTime影片。
热点可嵌入全景，当选中它们时可以调用一些动作，例如移到全景图的另一个热点。

## 对象
相比于在一个地点以不同的角度向外拍摄而成的全景图，对象是指是对同一物体在不同视角进行拍摄。
最简单的对象全景图是在单排上捕捉的，通常在一个物体的赤道方向上抓取拍摄。这通常会使用一个旋转的转盘使拍摄变得便利。对象被放置在转盘上，并且通过固定在三脚架上的相机以平均递增的角度进行拍摄（通常是10 °）。
捕捉一个多行拍摄的对象影片则需要更精细的设置，因为相机必须在对象的赤道的上下方倾斜一定的角度。
图像的来源不必须是照片，也可以用3D效果图或者图纸。